# Nikola Ašćerić
Nikola Ašćerić est un footballeur serbe né le 19 avril 1991 à Belgrade. Il évolue au poste d'attaquant.

## Biographie
Nikola Ašćerić joue dans de nombreux pays : en Serbie, en Bosnie-Herzégovine, en Autriche, en Albanie, au Monténégro, et au Japon.
Il inscrit 11 buts dans le championnat du Monténégro lors de la saison 2012-2013.
Il dispute trois matchs en Ligue Europa avec l'équipe serbe de Vojvodina.

## Palmarès
- Championnat de Malte : 2018